# Dermanyssidae
Dermanyssidae è una famiglia di acari composta da circa 25 specie.

## Descrizione
Questi aracnidi, lunghi da 0,2 a 0,8 mm, utilizzano i cheliceri stiliformi per nutrirsi del sangue di uccelli e mammiferi. 
Durante il pasto cambiano colore dal grigio chiaro al rosso.
Molte femmine hanno un piastrone dorsale con peli corti.
Alcune specie sono importanti parassiti del pollame e possono trasmettere malattie letali o che colpiscono anche l'uomo.

## Ciclo biologico
I maschi usano i cheliceri per trasferire lo sperma nella femmina. Le uova sono deposte nei nidi, nelle tane e nei pollai. Il giovane neonato non si nutre fino al compimento della prima muta.

## Distribuzione
Cosmopoliti. In associazione con uccelli e mammiferi.